# Lijst van internationale standaardnummers en -codes
Hieronder volgt een lijst van Internationale standaardnummers en -codes die vastgelegd zijn door de ISO:
- DOI Digital object identifier, voor bestanden op het world wide web: ISO 26324
- ISAN International Standard Audiovisual Number, voor audiovisuele opnamen: ISO 15706
- ISBN International Standard Book Number, voor boeken: ISO 2108
- ISMN International Standard Music Number, voor bladmuziek: ISO 10957
- ISRN International Standard Technical Report Number, voor technische rapporten: ISO 10444
- ISRC International Standard Recording Code, voor geluidsopnamen: ISO 3901
- ISSN International Standard Serial Number, voor tijdschriften en andere periodieke publicaties: ISO 3297
- ISTC International Standard Text Code, voor identificatie van "teksten" : ISO 21047